# Parapolytretus rugosus
Parapolytretus rugosus is een keversoort uit de familie boktorren (Cerambycidae). De wetenschappelijke naam van de soort is voor het eerst geldig gepubliceerd in 1933 door Matsushita.